# Partido da Refundação Comunista
O Partido da Refundação Comunista (em italiano Partito della Rifondazione Comunista, PRC ou simplesmente Rifondazione Comunista) é um partido político da esquerda reformista italiana, pacifista e ligado aos movimentos sociais. Foi fundado em 1991, por antigos membros do extinto Partido Comunista Italiano.
Seu principal representante é Fausto Bertinotti, atual presidente da Câmara dos deputados, que foi secretário do partido por 12 anos (1994 - 2006). O atual secretário nacional, desde 2 de abril de 2017, é Maurizio Acerbo.

## Fundação e primeiros anos
Em fevereiro de 1991, quando o Partido Comunista Italiano (PCI) transformou-se no  Partido Democrático da Esquerda (PDS) sob a liderança de Achille Occhetto, dissidentes contrários à dissolução do PCI, liderados por Armando Cossutta, lançaram o Movimento pela Refundação Comunista. No mesmo ano, o partido Democracia Proletária (DP), de extrema-esquerda, dissolveu-se, e seus membros se juntaram aos dissidentes do PCI, formando uma frente communista. Em dezembro, o PRC foi constituído oficialmente, e Sergio Garavini foi  eleito seu secretário. Nas eleições gerais de 1992, o partido obteve 5,6% dos votos.
Garavini renunciou ao cargo de secretário em junho de 1993 e foi substituído, em janeiro de 1994, por Fausto Bertinotti, um sindicalista da  Confederação Geral Italiana do Trabalho (CGIL), que havia deixado o PDS alguns meses antes. Nas eleições de 1994 o PRC integrou a  coligação Aliança dos Progressistas, liderada pelo PDS, e obteve 6,1% dos votos. Em junho de 1995, um grupo de dissidentes, liderados por Lucio Magri e Famiano Crucianelli, formou o Movimento dos Comunistas Unitários (MCU), que acabou por se fundir com o PDS, sendo um dos membros fundadores do partido  Democratas de Esquerda (DS), em fevereiro de 1998.
A liderança de Bertinotti foi um ponto de virada para o PRC, que saltou para 8.6% dos votos nas eleições de 1996, as quais o partido disputou em uma frouxa aliança com a coalizão de centro-esquerda L'Ulivo. Após as eleições, o PRC decidiu apoiar o primeiro gabinete Prodi, mas logo aumentou a tensão dentro da coalizão e do partido. Em outubro de 1998, o PRC ficou dividido entre aqueles que queriam retirar o apoio ao governo Prodi, liderados por Bertinotti, e aqueles que desejavam manter a aliança, liderados por Cossutta, o presidente do partido. O comitê central apoiava a linha de Bertinotti, mas Cossutta e seus seguidores decidiram apoiar  Prodi.  Os votos dos aliados não foram suficientes, e o governo perdeu um voto de confiança no Parlamento. Os  dissidentes, que controlavam a maioria dos deputados e senadores, acabaram se dividindo e formando um  agrupamento comunista rival - o Partido dos Comunistas Italianos   (PdCI), que imediatamente se juntou ao primeiro gabinete liderado por Massimo D'Alema, líder dos  Democratas de Esquerda e primeiro pós-comunista a exercer o cargo de Presidente do Conselho de Ministros (equivalente a primeiro-ministro).

## Consolidação e crescimento
Depois de  firmar-se como o maior partido comunista da Itália, o PRC começou a ampliar seu escopo visando tornar-se um catalisador de movimentos sociais e o principal representante do movimento antiglobalização na Itália. O partido também forjou novas alianças, no âmbito continental, e contribuiu decisivamente para a fundação do Partido da Esquerda Europeia, em maio de 2004. Depois de perder a maior parte da sua representação parlamentar, o PRC lutou por sua existência e foi afinal recompensado pelos eleitores, superando o PdCI, tanto nas eleições parlamentares europeias de 1999 (4.3% a 2.0%) como nas eleições gerais italianas de 2001 (5.0% a 1.7%).
Em 11 outubro de 2004, foi constituída uma coalizão de centro-esquerda (mais uma vez liderada por Romano Prodi) denominada Grande Alleanza Democratica (depois rebatizada, mais sobriamente, como L'Unione), uma ampliação de L'Ulivo que incluía Italia dei Valori (partido de orientação liberal) e também o PRC. Em abril de 2005, Nichi Vendola, um político abertamente gay e um dos líderes emergentes do partido, elegeu-se presidente da  região da Apúlia, tendo sido o único presidente regional ligado ao PRC.
Nas eleições gerais de 2006, o PRC era parte de L'Unione, uma coalizão de partidos de centro-esquerda que superou, por estreita margem,  a Casa da Liberdade, de centro-direita, tendo obtido 5,8% dos votos. Após a eleição, Bertinotti, eleito presidente da Câmara dos Deputados, foi substituído por Franco Giordano na secretaria do partido. Foi a primeira vez que o PRC participou de um governo, integrando o Gabinete Prodi II, com Paolo Ferrero como ministro da Solidariedade Social e mais sete vice-ministros. A decisão de participar do governo de coalizão de centro-esquerda e, principalmente, de votar pelo refinanciamento da presença militar italiana no Afeganistão, além do envio de tropas ao Líbano, atraiu críticas de setores da extrema-esquerda europeia,  provocando a cisão de vários grupos, incluindo o Partito Comunista dei Lavoratori (Partido Comunista dos Trabalhadores), o  Partito di Alternativa Comunista (Partido da Alternativa Comunista) e a Sinistra Critica (Esquerda Crítica). Prodi, cuja maioria era fraca e fragmentada, acabou por renunciar em janeiro de 2008.

## Resultados Eleitorais

### Eleições legislativas

#### Câmara dos Deputados
| Data | CI. | Votos     | %           | +/- | Deputados | +/-     | Status            | Coligação                |
| ---- | --- | --------- | ----------- | --- | --------- | ------- | ----------------- | ------------------------ |
| 1992 | 5.º | 2 204 641 | 5,6 / 100,0 |     | 35 / 630  |         | Oposição          |                          |
| 1994 | 6.º | 2 343 946 | 6,1 / 100,0 | 0,5 | 39 / 630  | 4       | Oposição          |                          |
| 1996 | 5.º | 3 213 748 | 8,6 / 100,0 | 2,5 | 35 / 630  | 4       | Apoio parlamentar |                          |
| 2001 | 5.º | 1 868 659 | 5,0 / 100,0 | 3,6 | 11 / 630  | 24      | Oposição          |                          |
| 2006 | 5.º | 2 229 464 | 5,8 / 100,0 | 0,8 | 41 / 630  | 30      | Governo           |                          |
| 2008 | 6.º | 1 124 298 | 3,1 / 100,0 | 2,7 | 0 / 630   | 41      | Extra-parlamentar | A Esquerda - O Arco-Íris |
| 2013 | 7.º | 765 172   | 2,3 / 100,0 | 0,8 | 0 / 630   | Estável | Extra-parlamentar | Revolução Civil          |
| 2018 |     |           |             |     |           |         |                   | Poder para o Povo        |

#### Senado
| Data | CI.                       | Votos                     | %                         | +/-                       | Deputados | +/-     | Status            | Coligação                |
| ---- | ------------------------- | ------------------------- | ------------------------- | ------------------------- | --------- | ------- | ----------------- | ------------------------ |
| 1992 | 5.º                       | 2 171 950                 | 6,5 / 100,0               |                           | 20 / 315  |         | Oposição          |                          |
| 1994 | Aliança dos Progressistas | Aliança dos Progressistas | Aliança dos Progressistas | Aliança dos Progressistas | 18 / 315  | 2       | Oposição          |                          |
| 1996 | 4.º                       | 934 974                   | 2,9 / 100,0               |                           | 10 / 315  | 8       | Apoio parlamentar |                          |
| 2001 | 3.º                       | 1 708 707                 | 5,0 / 100,0               | 2,1                       | 4 / 315   | 6       | Oposição          |                          |
| 2006 | 5.º                       | 2 518 361                 | 7,4 / 100,0               | 2,4                       | 27 / 315  | 23      | Governo           |                          |
| 2008 | 6.º                       | 1 053 228                 | 3,2 / 100,0               | 4,2                       | 0 / 315   | 27      | Extra-parlamentar | A Esquerda - O Arco-Íris |
| 2013 | 8.º                       | 549 987                   | 1,8 / 100,0               | 1,4                       | 0 / 315   | Estável | Extra-parlamentar | Revolução Civil          |

### Eleições europeias
| Data | CI. | Votos     | %           | +/- | Deputados | +/- | Coligação                         |
| ---- | --- | --------- | ----------- | --- | --------- | --- | --------------------------------- |
| 1994 | 6.º | 2 004 716 | 6,1 / 100,0 |     | 5 / 87    |     |                                   |
| 1999 | 7.º | 1 391 595 | 4,3 / 100,0 | 1,8 | 4 / 87    | 1   |                                   |
| 2004 | 4.º | 1 969 776 | 6,1 / 100,0 | 1,8 | 5 / 78    | 1   |                                   |
| 2009 | 6.º | 1 037 862 | 3,4 / 100,0 | 2,7 | 0 / 72    | 5   | Lista Comunista e Anticapitalista |
| 2014 | 6.º | 1 108 457 | 4,0 / 100,0 | 0,6 | 1 / 73    | 1   | A Outra Europa com Tsipras        |